# 国鉄1215形蒸気機関車
1215形は、かつて日本国有鉄道の前身である鉄道省に在籍した、タンク式蒸気機関車である。

## 概要
この機関車は1922年（大正11年）、ドイツのオーレンシュタイン・ウント・コッペルが、横荘鉄道向けに製造した車軸配置0-6-0 (C) の飽和式・2気筒単式サイド・ウェルタンク機関車で、1937年（昭和12年）9月1日の西線（現・由利高原鉄道鳥海山ろく線）国有化により、鉄道省籍を得たものである。
このクラスの機関車は、コッペルの規格型（250HP・運転整備重量28-31tクラス・固定軸距2,800mm）として同形車が多数製造されており、日本へは1922年から1925年（大正14年）にかけて、12事業者へ14両が供給されている。その状況と経歴は次のとおりである。
- 1922年（大正11年）
  - 製造番号 9842 - 横荘鉄道 4 → 鉄道省 1215 → 総武鉄道（2代） 3 → 東武鉄道 3
  - 製造番号 10264 - 伊賀鉄道 5 → 大井川鉄道 5
  - 製造番号 10301 - 大阪鉄道（2代） 3 → 関西急行鉄道 3 → 近畿日本鉄道 3
  - 製造番号 10302 - 江若鉄道 3 → 筑前参宮鉄道 3 → 西日本鉄道 3 → 鉄道省 2090
- 1923年（大正12年）
  - 製造番号 10420 - 五日市鉄道 1 → 南武鉄道 7 → 鉄道省 1195
  - 製造番号 10469 - 五日市鉄道 2 → 南武鉄道 8 → 鉄道省 1196
  - 製造番号 10470 - 八幡製鉄所 319 → 344
  - 製造番号 10475 - 北海炭礦鉄道 205 → 雄別鉄道 205 → 釧路開発埠頭 205
- 1924年（大正13年）
  - 製造番号 10588 - 鶴見臨港鉄道 302 → 鉄道省 1191
  - 製造番号 10600 - 明治製糖 2 → 十勝鉄道 2
  - 製造番号 10658 - 鶴見臨港鉄道 301 → 鉄道省 1190 → 三井埠頭 3
  - 製造番号 10778 - 小湊鉄道 4 → 磐城セメント → 川崎製鉄 NUS8
- 1925年（大正14年）
  - 製造番号 10779 - 船木鉄道 3 → 103
  - 製造番号 10780 - 加越鉄道 4 → 富山地方鉄道 4 → 加越能鉄道 3131

これらのうち、1922年製の4両は側水槽が小さく、第1動輪の後端部から運転台までであるのに対し、1923年以降製の8両はシリンダ後端部からと拡大されている。また、側水槽の前端上部は軽く切り取られており、側水槽の形状は五角形である。

## 横荘鉄道
このタイプの機関車の最初のもので、運転整備重量28tで1922年製の製造番号9842である。横荘鉄道では4形 (4) と称し、西線に配属された。1937年に西線は国有化の対象となり、西線に所属していた当機は1215形 (1215) となった。国有化後は間もなく北総鉄道（初代。後の2代目総武鉄道。現在の東武野田線）に譲渡され、その後1944年（昭和19年）に東武鉄道と合併されたことにより、同社に籍を移した。しかし、ほとんど使用されることなく、1949年（昭和24年）に廃車となり、1952年に解体された。東武鉄道では当機を15（2代）に改番する予定だったが、実施しなかった。

## 伊賀鉄道
この機関車は1922年製の製造番号 10264で、伊賀鉄道では5形 (5) と称した。シリンダの行程が50mm増大された以外は横荘鉄道のものと同形である。伊賀鉄道時代に、側水槽を拡大して運転台背部に石炭庫を移設し、形態が変わった。1927年（昭和2年）に大井川鉄道（現・大井川鐵道）へ譲渡されたが、番号は変わらなかった。大井川鉄道では長く使用され、1956年（昭和31年）に廃車となった。

## 大阪鉄道
1922年製の製造番号10301である。大阪鉄道（2代）の3で、現在の近鉄道明寺線・長野線に導入されたものである。1923年に関西急行鉄道と合併された後、近畿日本鉄道成立後の1943年（昭和18年）に廃車となった。

## 江若鉄道
1922年製に導入された製造番号10302で、江若鉄道では3と称し、横荘鉄道、大阪鉄道のものと同形である。この機関車は、1935年（昭和10年）に筑前参宮鉄道（後の国鉄勝田線）へ譲渡され、そのままの番号（形式は1410形）で使用されたが、石炭庫を運転台背部に増設して側水槽も前方へ拡大し、運転台下に従輪を増設して車軸配置を0-6-2 (C1) とした。1942年（昭和17年）の西日本鉄道統合後の1944年に、この路線は戦時買収され、この機関車は2090形 (2090) となったが、ほとんど使用されず、1947年（昭和22年）に廃車となった。改番の手続きはされたものの、現車には新番号は標記されず、3のままであったようである。

## 五日市鉄道
五日市鉄道では、工事・開業用に1923年製の本クラスを2両（製造番号 10420, 10469）導入し、1, 2とした。五日市鉄道は1940年（昭和15年）に南武鉄道に合併され、この2両は同鉄道の7, 8となり、そのまま五日市線で使用されたが、1944年の戦時買収により国有化され、仮番号123, 124を経て書類上1195形 (1195, 1196) となった。しかし現車にはこの番号は標記されないまま、1196は1946年（昭和21年）に、1195は1948年（昭和23年）に廃車となった。1195は、和歌山県の御坊臨海鉄道や有田鉄道が譲り受けの意向を示したが、結局不調となり、末期は宮原機関区で据え付けボイラー代用となっていた。

## 八幡製鉄所
八幡製鉄所では1923年製の1両（製造番号 10470）を導入し、319とした。この機関車は、シリンダが370mm×500mmに変わった以外は、五日市鉄道のものと同一である。1952年（昭和27年）の改番により344となり、1954年（昭和29年）に改造名義で代車が新造され、姿を消した。

## 北海炭礦鉄道
1923年製が1両（製造番号 10475）導入され、205として使用された。この機関車は、シリンダの行程が450mmに変わった以外は、八幡製鉄所のものと同形である。この機関車は、最初は本線用、後年は炭鉱構内の入換用となった。北海炭礦鉄道は1924年に雄別炭礦鉄道、さらに1959年（昭和34年）には雄別鉄道に変わり、さらに1970年（昭和45年）には釧路開発埠頭へ譲渡されたものの、同年に廃止となった。この機関車は入札にかけられ、埼玉県川越市内の角栄幼稚園に引き取られたが、1985年（昭和60年）ごろに解体された。

## 鶴見臨港鉄道
鶴見臨港鉄道には1924年製の2両（製造番号 10588, 10658）が導入され、302, 301と付番された。同鉄道は、1944年に戦時買収され、鉄道省鶴見線となった。その際、この2両は番号順に1190形 (1190, 1191) となったが、1949年に2両とも廃車となった。そのうち、1190は1950年（昭和25年）に川崎の三井埠頭へ譲渡されて同社の3となり、1968年（昭和43年）10月まで使用された。1191は、東濃鉄道への譲渡が内定したが、同鉄道の電化によりキャンセルされた。
この機関車の運転整備重量は30.2tで、鶴見臨港鉄道時代に石炭庫を運転台背面に移設して、若干形態が変わっている。三井埠頭での用途廃止後は、山梨県南都留郡鳴沢村の河口湖自動車博物館内で保存されている。

## 明治製糖
1924年製の製造番号 10600で、同社の専用線で2として使用された。その後、専用線は地方鉄道の十勝鉄道に改組され、当機もそのまま籍を移した。1965年（昭和40年）廃車。当機の運転整備重量は30.5tである。

## 小湊鉄道
1924年製の製造番号 10778で、小湊鉄道では4と称した。1938年（昭和13年）に一旦廃車となったが、そのまま保管され、太平洋戦争中に車籍復活した。その後、1951年（昭和26年）にふたたび廃車となり、スクラップとして磐城セメントを経由して川崎製鉄千葉工場に移り、同社のNUS8として使用された。その際、前部のオーバーハングを長くし、炭庫を運転台背面に移され、サイドタンク拡張を受けている。運転整備重量は31tであった。小湊鉄道では2015年からディーゼル機関車DB4として本機のレプリカを「里山トロッコ」の牽引用に運行している。

## 船木鉄道
1925年製の1両（製造番号 10779）が、改軌工事後に導入され、3と称したが、末期は103に改番されていた。当機は、運転台背面に石炭庫を増設していた。1956年に長門鉄道から譲り受けた2両 (101, 102) に代替され、廃車された。

## 加越鉄道
1925年製の1両（製造番号 10780）が導入され、4と称した。加越鉄道は1943年に富山地方鉄道に合併され、さらに戦後は1950年の加越能鉄道の分離にともなって、同社に継承され3131に改番された。これは、当機の運転整備重量が31tであったことにちなむものである。廃車は1958年（昭和33年）であった。

## 主要諸元
1215形の諸元を記す（横荘鉄道竣工図）
- 全長：8,353mm
- 全高：3,689mm
- 全幅：2,364mm
- 軌間：1,067mm
- 車軸配置：0-6-0 (C)
- 動輪直径：900mm
- 弁装置：ワルシャート式
- シリンダー（直径×行程）：370mm×450mm
- ボイラー圧力：12.4kg/cm2
- 火格子面積：1.3m2
- 全伝熱面積：69.4m2
  - 煙管蒸発伝熱面積：64.1m2
  - 火室蒸発伝熱面積：5.3m2
- 小煙管（直径×長サ×数）：45mm×3,000mm×152本
- 機関車運転整備重量：28.65t
- 機関車空車重量：22.05t
- 機関車動輪上重量（運転整備時）：28.65t
- 機関車動輪軸重（各軸均等）：9.55t
- 水タンク容量：2.88m3
- 燃料積載量：0.85t
- 機関車性能
  - シリンダ引張力：7,210kg
- ブレーキ装置：手ブレーキ、蒸気ブレーキ

2090形の諸元を記す（西日本鉄道竣工図）
- 全長：8,787mm
- 全高：3,690mm
- 全幅：2,377mm
- 軌間：1,067mm
- 車軸配置：0-6-2 (C1)
- 動輪直径：900mm
- 弁装置：ワルシャート式
- シリンダー（直径×行程）：370mm×500mm
- ボイラー圧力：12.4kg/cm2
- 火格子面積：1.3m2
- 全伝熱面積：69.3m2
  - 煙管蒸発伝熱面積：53.0m2
  - 火室蒸発伝熱面積：6.4m2
- 小煙管（直径×長サ×数）：45mm×3,000mm×152本
- 機関車運転整備重量：33.14t
- 機関車空車重量：25.20t
- 機関車動輪上重量（運転整備時）：29.73t
- 機関車動輪軸重（第1動輪上）：10.40t
- 水タンク容量：4.73m3
- 燃料積載量：1.10t
- 機関車性能
  - シリンダ引張力：6,990kg
- ブレーキ装置：手ブレーキ、蒸気ブレーキ